# 神門郡
神門郡是過去屬於出雲國的郡，位於島根半島西側。已於1896年4月1日合併為簸川郡。
廢除前的範圍現在大多已併入出雲市，另有少部分地區屬於大田市。

## 歷史
根據733年完成的《出雲國風土記》記載，神門郡下設：
- 朝山鄉
現在的出雲市宇那手町、朝山町、馬木町、馬木北町、稗原町、野尻町地區。
- 日置鄉
現在的出雲市上鹽冶町地區。
- 鹽冶鄉
現在的出雲市今市町、大津町、武志町、高岡町地區。
- 八野鄉
現在的出雲市矢野町、小山町、白枝町、高松町地區。
- 高岸鄉
現在的出雲市鹽冶町、鹽冶有原町、渡橋町、今市町地區。
- 古志鄉
現在的出雲市知井宮町、古志町、下古志町、蘆渡町、鹽冶町南側、天神町南側地區。
- 滑狹鄉
現在的出雲市知井宮町、東神西町、西神西町、平成町、湖陵町二部、三部、常樂寺、畑村地區。
- 多伎鄉
現在的出雲市多伎町、湖陵町差海地區。
- 餘戶里
現在的出雲市乙立町、佐田町一窪田、高津屋、上橋波、下橋波、吉野、佐津目地區和大田市山口町地區。
- 狹結驛
- 多伎驛
- 神戶里
現在的出雲市所原町地區。

### 年表
- 1889年4月1日：實施町村制，神門郡下轄：今市町、古志村、高松村、高浜村、四纏村、川跡村、大津村、鹽冶村、朝山村、乙立村、稗原村、上津村、神西村、知井宮村、布智村、園村、荒茅村、杵築町、杵築村、荒木村、日御碕村、遥堪村、鵜鷺村、窪田村、江南村、西濱村、田儀村、田岐村、久村、山口村 。（2町28村）
- 1896年4月1日：神門郡、楯縫郡、出雲郡合併為簸川郡。